# Eugnesia intensa
Eugnesia intensa är en fjärilsart som beskrevs av W. Warren 1897. Eugnesia intensa ingår i släktet Eugnesia och familjen mätare. Inga underarter finns listade i Catalogue of Life.